# Chelsea Poppens
Chelsea Poppens est une joueuse de basket-ball américaine, née le 19 février 1991 à Waterloo (Iowa).

## Biographie

### Carrière universitaire
Excellente élève (Academic All-Big 12 Second Team en 2012 et Academic All-Big 12 First Team en 2013), elle est meilleure rebondeuse des Cyclones d'Iowa State dès son année freshman avec notamment 14 prises face à Brittney Griner (Baylor). En 2010-2011, elle est élue dans le meilleur cinq défensif de la Big 12. En 2011-2012, elle est dans le meilleur cinq de la conférence et seule joueuse de celle-ci à cumuler un double-double de moyenne aux points et rebonds. De nouveau dans le meilleur cinq de la conférence lors de son année seniore, elle mène son équipe jusqu'à la finale de la Big 12 face aux Bears de Baylor. Durant ses quatre saisons, elle établit un nouveau record de rebonds offensifs des Cyclones.

### WNBA
Elle est draftée en 18e position par le Storm de Seattle, mais n'est pas conservée après la pré-saison. Elle est signée par les Silver Stars de San Antonio après le départ de DeLisha Milton-Jones.

### Étranger
Après ses débuts en WNBA, elle joue en Australie aux Bulleen Melbourne Boomers mais se blesse au tendon d'Achille durant la saison. Ses statistiques sont de 14,4 points et 7,3 rebonds en 18 rencontres de WNBL. Durant l'été 2014, elle signe pour le club polonais de AZS UMCS Lublin.

## Palmarès
- All-Big 12 First Team (2012, 2013[2])